# Hacımercan, Sapanca
Hacımercan là một xã thuộc quận Sapanca, tỉnh Sakarya, Thổ Nhĩ Kỳ. Dân số thời điểm năm 2008 là 704 người.